# Ainsliaea faurieana
Ainsliaea faurieana là một loài thực vật có hoa trong họ Cúc. Loài này được Beauverd mô tả khoa học đầu tiên năm 1909.